# Lemóna
Lemóna (grec moderne : Λεμώνα) est un village de Chypre de 51 habitants.

## Géographie

### Localisation
Lemóna est un village du district de Paphos, localisé à près de 25 km au nord-est de la ville de Paphos et à 7 km à l'ouest de Ágios Fótios. Il est également proche des villages de Choúlou, Koúrtaka et Letýmpou. Construit à une altitude de 300 mètres et arrosé par la rivière Ezousa, le village de 51 habitants en 2011, est une impasse, car la route ne mène à aucun autre village.

## Histoire
L'origine exacte du nom n'est pas connu. Il pourrai venir d'anciennes zones humides (du grec λιμιώνας) qui ont disparu depuis ou des nombreux citronniers de la région (du grec λεμονιές). L'école du village ferme en 1987.

## Économie
La principale activité est l'agriculture, en particulier la viticulture et l'arboriculture fruitière.

## Culture locale et patrimoine
- église orthodoxe Saint Michel.